# Jan Praet (struikrover)
Jan Praet was een Zeelse struikrover die in het eind van de 18e eeuw zijn werkterrein had in de streek rond de Gratiebossen. Zijn leven wordt beschreven in enkele (jeugd)boeken van Henri van Daele.

## Levensloop
Jan Praet werd geboren te Zele in 1745 en stierf in het Correctiehuys van Gent op 1798. Officieel was hij slager, maar hij heeft vooral naam gemaakt door te roven en plunderen.
In 1772 ontsnapte hij uit de gevangenis van Dendermonde, en in 1777 deed hij dat nog eens uit de Kortrijkse gevangenis. Hij kwam dan terug naar Zele en terroriseerde daar de buurt.
In 2000 schreven librettist Frank Van Mossevelde en componist Bart Picqueur de musical Jan Praet. Die wordt in 2025 hernomen. 